# Árnafjall
Árnafjall (dansk: Ørnefjeld) er det højeste fjeld på Vágar i Færøerne. Fjeldtoppen har en højde på 722 moh., og er dermed det højeste punkt på øen og det 37. højeste fjeld på Færøerne. Árnafjall ligger på Vágars vestkyst tæt ved bygden Gásadalur.
Det er også et mindre fjeld på Mykines ved navn Árnafjall. Det er 350 moh.